# Torcy (Saona i Loara)
Torcy – miejscowość i gmina we Francji, w regionie Burgundia-Franche-Comté, w departamencie Saona i Loara.
Według danych na rok 1990 gminę zamieszkiwało 4059 osób, a gęstość zaludnienia wynosiła 207 osób/km² (wśród 2044 gmin Burgundii Torcy plasuje się na 57. miejscu pod względem liczby ludności, natomiast pod względem powierzchni na miejscu 455.).